# جنگ نابودی

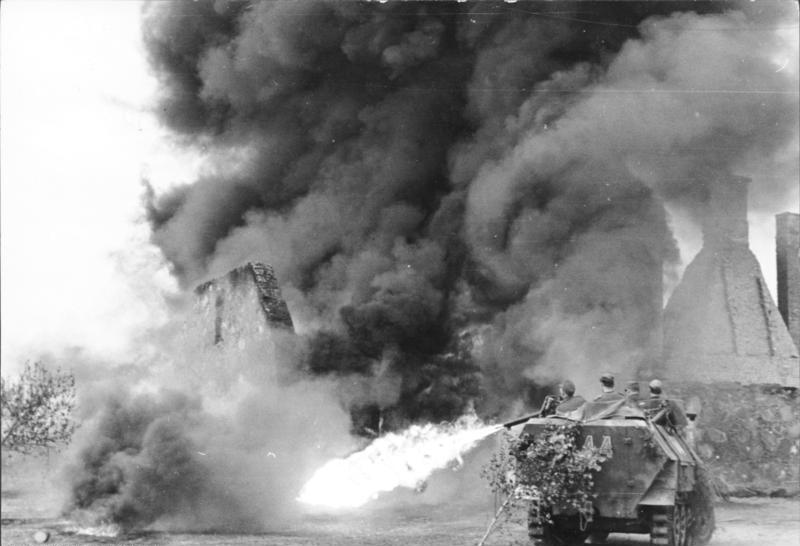
جنگ نابودی

جنگ نابودی (به آلمانی: Vernichtungskrieg) یا جنگی برای نابودی نوعی از جنگ که در آن هدف نابودی کامل دولت، یک قومیت یا یک اقلیت قومی از طریق نسل‌کشی یا از طریق نابودی معیشت آنهاست.
در تاریخ باستان، مردم و دولت‌ها گاهی به‌طور کامل از طریق جنگ نابود می‌شدند. برای مثال، پس از محاصره میلوس، کل جمعیت مرد بالغ زنده مانده اعدام شدند و زنان و کودکان بازمانده به بردگی فروخته شدند.